# Spiroctenus pilosus
Spiroctenus pilosus is een spinnensoort in de taxonomische indeling van de bruine klapdeurspinnen (Nemesiidae).
Spiroctenus pilosus werd in 1917 beschreven door Tucker.